# Народно читалище „Петко Мандажиев – 1928“ (Момино)
Народно читалище „Петко Мандажиев – 1928“ се намира в село Момино, област Пловдив.

## История
Сградата на читалището в селото е построена през 1928 г. по инициатива на Божил Праматаров, Борис Цоков, Димитър Колев, Васил Стоянов, Никола Чобанов и др. Читалището носи името „Факел“.
През 1939 г. е закупен парият радиоапарат. След 1944 г. е преименувано на „Петко Мандажиев“, един от активните читалищни дейци. През 1985 г. е създаден танцов състав, а през 1992 г. театрална група.

## Дейности
- Група за изворен фолклор
- Детска кукерски състав Кукуряче